# Walter Schmidt (Politiker, 1886)
Walter Friedrich Wilhelm Carl Schmidt (* 10. Mai 1886 in Bützow, Mecklenburg; † 3. April 1935 in Berlin) war ein deutscher Politiker (NSDAP) und SA-Führer. Schmidt war unter anderem Stabsführer der Berliner SA und Abgeordneter im Preußischen Landtag. Er ist nicht zu verwechseln mit dem gleichnamigen NSDAP-Politiker Walter Schmidt, der in der Zeit des Nationalsozialismus als Oberbürgermeister von Chemnitz amtierte.

## Leben und Wirken

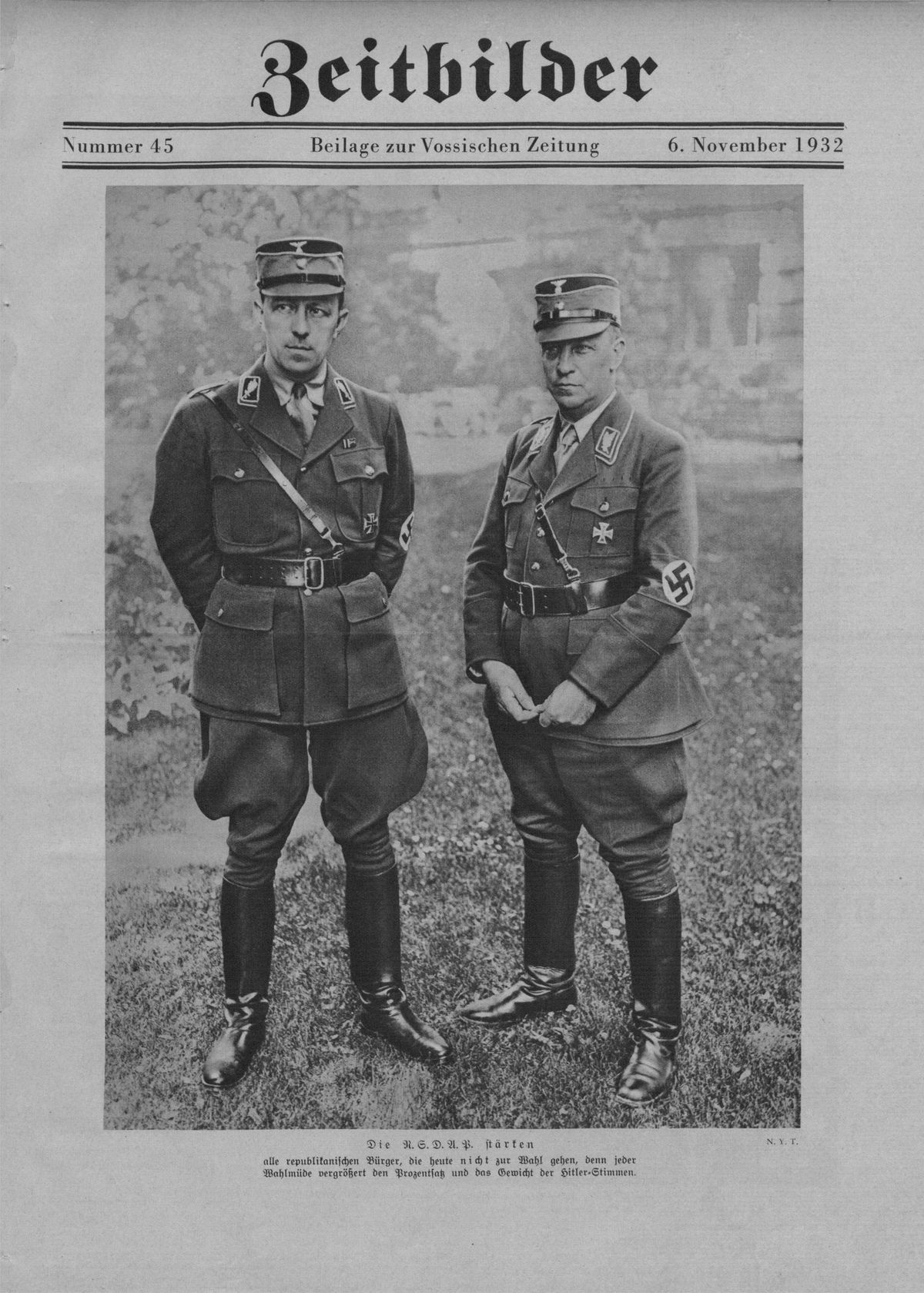
Walter Schmidt (rechts) als Führer der SA-Untergruppe Berlin-West im Jahr 1932. Neben ihm Wolf-Heinrich Graf von Helldorff. Titelbild der Beilage zur Vossischen Zeitung vom 8. November 1932. Die Unterschrift fordert die Bevölkerung auf bei der bevorstehenden Reichstagswahl zu wählen, um die SA von der Macht fernzuhalten.

### Früher Werdegang
Schmidt war ein Sohn des Hermann Wilhelm Jacob Schmidt und seine Ehefrau Friederike Luise Elisabeth, geb. Dorn. Nach dem Schulbesuch trat Schmidt in die Preußische Armee ein, in der er 1905 zum Leutnant ernannt wurde. Von 1914 bis 1918 nahm er am Ersten Weltkrieg teil.
1919 wurde Schmidt in die Reichswehr übernommen, aus der er 1924 seinen Abschied im Rang eines Majors nahm. In den folgenden Jahren verdiente er seinen Lebensunterhalt als Kaufmann.

### Laufbahn in der NSDAP und SA
Zum 1. März 1930 trat er in die NSDAP (Mitgliedsnummer 219.259) ein. Außerdem wurde er Mitglied der Sturmabteilung (SA), dem Kampfverband der Partei, in der er rasch Karriere machte: 1931 führte er zeitweise die Berliner SA-Standarte II. Mit Wirkung vom 15. Dezember 1931 wurde Schmidt unter Beförderung in den Rang eines SA-Oberführers zum Stabsführer der SA-Gruppe Berlin-Brandenburg ernannt, in der er somit nach dem Führer der Gruppe, Wolf-Heinrich Graf von Helldorff, als dessen offizieller Stellvertreter die hierarchisch zweithöchste Stellung einnahm. Diese Stellung behielt er bis zur Verhängung des von der Regierung Heinrich Brüning im April 1932 erlassenen SA-Verbotes bei.
Im April 1932 wurde Schmidt außerdem als Kandidat der NSDAP in den Preußischen Landtag gewählt, dem er bis 1933 als Abgeordneter angehörte.
Nach der Aufhebung des SA-Verbotes und der Neuaufstellung der SA im Juli 1932 wurde Schmidt durch den Führerbefehl Nr. I vom 1. Juli 1932 mit der Führung der SA-Untergruppe Berlin-West – einer von vier Untergruppen der Gruppe Berlin-Brandenburg – betraut. Auch in dieser Stellung gehörte er – neben dem Führer der Gruppe und seinem Stabsführer, Achim von Arnim und den Führern der übrigen drei Berliner und Brandenburger Untergruppen – zu dem halben Dutzend höchsten Funktionären der Berliner SA.

### Affäre und Schmidts jüdische Abstammung und Ausscheiden aus der NSDAP und SA
Die Führung der SA-Untergruppe Berlin-West behielt Schmidt lediglich bis zum 14. Oktober 1932 bei. Zu diesem Zeitpunkt wurde er als Führer der Untergruppe abgesetzt und durch seinen Stabsführer Ernst Pretzel ersetzt. Bald danach wurde er durch den Führerbefehl Nr. 10 vom 15. Dezember 1932 mit Wirkung vom 1. Januar 1933 auf eigenen Antrag zur Verfügung der Obersten SA-Führung gestellt.
Hintergrund der Absetzung Schmidts von seiner führenden Stellung in der SA war, dass im Herbst 1932 festgestellt wurde, dass er nach nationalsozialistischer Definition teilweise jüdischer Abstammung war. Politische Gegner der NSDAP hatten durch entsprechende Nachforschungen in mecklenburgischen Taufregistern festgestellt, dass eine Großmutter Schmidts Jüdin gewesen war, was er selbst zuvor, nach eigenen Angaben nicht gewusst habe, und verbreiteten diese Information hernach genüsslich.
In einem Brief vom 13. Dezember 1932 teilte der Stabschef der SA, Röhm, dem Gauleiter von Brandenburg, Wilhelm Kube, mit, dass Hitler den Wunsch nach Wiederverwendung Schmidts in der norddeutschen SA und nach seiner Belassung als  Mitglied des preußischen Landtags habe.
Schmidt wurde durch Entscheidung des Untersuchungs- und Schlichtungsausschusses bei der Reichsleitung der NSDAP vom 15. Dezember 1932 als Vierteljude entsprechend den Bestimmungen über die Mitgliedschaft in der NSDAP, die eine Mitgliedschaft von Juden in der NSDAP untersagten (Artikel 3, Absatz 1 der Satzung der NSDAP von 1925), aus dieser ausgeschlossen. In der Mitteilung über seinen Parteiausschluss hieß es:
„Da die von Ihnen bei ihrer Aufnahmeerklärung unterzeichnete Behauptung Ihrer rein arischen Abkunft sich nachträglich als unrichtig herausgestellt hat und damit die in Art. 3 der Satzung geforderte Voraussetzung für ihre Aufnahme in den NSDAP Verein als von Anfang an nicht gegeben festgestellt wurde erkläre ich hierdurch Ihre Aufnahme in den Verein für hinfällig. Ihre Streichung aus der Mitgliederliste ist angeordnet.“
Im Januar 1934 wurde Schmidt durch eine persönliche Entscheidung Hitlers, der ihn nach wie vor schätzte, wie Rudolf Heß ihm in einem Schreiben vom 16. Januar 1934 mitteilte, „im Hinblick auf Ihre besonderen Verdienste um die Bewegung während Ihrer Mitgliedschaft“ auf dem Gnadenwege wieder in die NSDAP aufgenommen. Seine am 15. Dezember 1932 erfolgte Streichung aus der Mitgliederkartei der NSDAP wurde infolgedessen am 22. Januar 1934 wieder zurückgenommen.
Mit Sicherheit unzutreffend muss die Angabe in einer Publikation des Instituts für Zeitgeschichte sein, der zufolge er von der SA in die Schutzstaffel (SS) wechselte und in dieser 1934 den Rang eines SS-Sturmbannführers innegehabt haben soll. In der NSDAP-Zentralkartei ist in Schmidts Karteikarte vermerkt, dass er laut einer Meldung des Gaues Berlin aus dem Jahr 1937 zu diesem Zeitpunkt bereits verstorben gewesen sei, d. h., er muss zwischen 1934 und 1937 verstorben sein.

## Nachlass
Im Bundesarchiv haben sich diverse Personalunterlagen zu Schmidt erhalten. Namentlich haben sich im ehemaligen Berlin Document Center eine Akte mit Parteikorrespondenz zu Schmidt erhalten (Mikrofilm Q 48, Bilder 1603 bis 1630).
Des Weiteren haben sich Karteikarten zu ihm in der NSDAP-Zentralkartei (3100, Mikrofilm P 56 „Schmidt, Wally bis Schmidt Walter“, Bild 512) und der NSDAP-Ortskartei (3200 Mikrofilm U 1 „Schmidt, Richus bis Schmidt, Walther“, Bild 2778).